# وارن برت
وارن برت (انگلیسی: Warren Barrett؛ زادهٔ ۹ سپتامبر ۱۹۷۰) یک بازیکن فوتبال اهل جامائیکا است.